# تیگرایی‌ها
قوم تیگرای-تیگرینیا یکی از اقوام کشورهای اتیوپی و اریتره است.
مردم تیگرای-تیگرینیا در جنوب، مرکز و شمال اریتره و در کوهستان‌های شمالی استان تیگرای اتیوپی زندگی می‌کنند.
جمعیت آن‌ها ۶٫۵۷ میلیون نفر است و به زبان تیگرینیایی صحبت می‌کنند.